# 23 Pułk Lotnictwa Myśliwskiego OPL
23 Pułk Lotnictwa Myśliwskiego OPL (23 plm OPL) – oddział lotnictwa myśliwskiego ludowego Wojska Polskiego.
23 Pułk Lotnictwa Myśliwskiego OPL został sformowany na podstawie rozkazu Nr 0096/Org. Ministra Obrony Narodowej z dnia 11 grudnia 1951.
Jednostka została zorganizowana na lotnisku w Pruszczu Gdańskim, w okresie od 1 maja do 1 grudnia 1952, według etatu Nr 6/165 o stanie 290 żołnierzy i 2 pracowników kontraktowych. Pułk wchodził w skład 10 Dywizji Lotnictwa Myśliwskiego Obrony Przeciwlotniczej.
Na podstawie rozkazu Nr 0078/Org. Ministra Obrony Narodowej z dnia 19 listopada 1952 dowódca Wojsk Lotniczych, w terminie do 20 grudnia 1952, rozformował 23 Pułk Lotnictwa Myśliwskiego OPL.